# Glossario fisico

## A
- Aberrazione: deformazione nella forma o nel colore di una immagine prodotta da un sistema ottico composto da più lenti
  - Cromatica: difetto nella formazione dell'immagine dovuta al diverso valore di rifrazione delle lunghezze d'onda che compongono la luce che attraversa il mezzo ottico
  - Sferica: difetto che in un sistema ottico con lenti sferiche porta alla formazione di una immagine distorta
- Acceleratore di particelle: macchina che produce fasci di ioni o particelle subatomiche (elettroni, positroni, protoni, antiprotoni ecc.) con elevata energia cinetica
- Accelerazione: variazione di velocità nell'unità di tempo
  - Angolare: variazione della velocità angolare al variare del tempo
  - Centripeta: variazione della direzione del vettore velocità, cioè componente dell'accelerazione lungo la normale alla traiettoria
  - Media: rapporto tra la variazione di velocità e l'intervallo di tempo in cui la variazione s'è verificata
  - Tangenziale: rapidità di variazione del modulo della velocità lineare
- Acromatico: sistema ottico che non presenta aberrazione cromatica
- Adrone: particella subatomica composta da quark che risente della forza nucleare forte
- Aerodinamica: disciplina derivata della fluidodinamica che studia la dinamica dei gas, in particolare dell'aria, e la loro interazione con i corpi solidi
- Aeroelasticità: disciplina che si occupa dello studio dell'interazione tra corpi elastici inerziali e fluidi (come l'aria o qualsiasi altro fluido) che investono tali corpi
- ALICE: (A Large Ion Collider Experiment at CERN), collaborazione internazionale che si propone di esaminare gli effetti delle interazioni fra nuclei pesanti alle energie ottenibili al Large Hadron Collider
- Ampere: unità di misura del SI relativa all'intensità della corrente elettrica
- Amperometro: strumento di misura dell'intensità di corrente elettrica
- Analisi spettroscopica: misurazione e studio di uno Spettro elettromagnetico
- Annichilazione: collisione di una particella con un'antiparticella Nel processo la massa di entrambe si trasforma in energia
- Anno luce: unità di misura relativa alla distanza percorsa dalla luce nel vuoto nell'intervallo di un anno ({\displaystyle \approx 9,46\cdot 10^{15}\;\mathrm {m} })
- Antiferromagnetismo: proprietà magnetica di alcuni materiali dovuta all'orientazione antiparallela degli spin
- Antimateria: materia composta da antiparticelle
  - Antidrogeno: atomo di idrogeno costituito da antiprotone e antielettrone
  - Antiparticella: particella subatomica appartenente al gruppo dell'antimateria
  - Antielettrone: o positrone, particella subatomica con stessa massa dell'elettrone ma carica opposta
  - Antineutrino: antiparticella del neutrino
  - Antineutrone: antiparticella del neutrone
  - Antiprotone: antiparticella del protone
  - Antiquark: antiparticella del quark
- Approssimazione di Born - Oppenheimer: approssimazione che tiene conto del rapporto tra la massa dell'elettrone e quella del nucleo atomico
- Aria: mistura di gas che compongono l'atmosfera terrestre
- Atmosfera (unità di misura): unità di misura della pressione
- Atmosfera: strato di gas che avvolge un corpo celeste
- Assorbimento della radiazione: fenomeno che tratta l'assorbimento di luce da parte della materia
- Attrito: dissipazione di energia dovuta allo sfregamento tra superfici
- Autoinduzione: o induttanza, proprietà dei circuiti elettrici di creare un potenziale che si oppone alle variazioni di corrente del circuito
- Autostato: autovettore di un'osservabile

## B
- Banda di conduzione
- Bar, unità di misura
- Baricentro
- Barione
- Bariogenesi
- Barometro, strumento di misura
- Becquerel, unità di misura
- Big Bang
- Big Crunch
- Big Rip
- Bolometro
- Bomba
  - Atomica
  - All'idrogeno
  - N o al neutrone
  - Nucleare, v. bomba atomica
- Bosone:
  - Di Higgs
  - W e Z
- Bra, vedi notazione bra-ket
- Braccio
- Buco bianco
- Buco nero
- Buco di tarlo, v. ponte di Einstein-Rosen

## C
- Calore
  - Latente
  - Specifico
- Caloria, unità di misura
- Calorimetro, strumento di misura
- Camera a bolle
- Campo
  - Bosonico
  - Di Higgs
  - Elettrico
  - Elettromagnetico
  - Fermionico
  - Geomagnetico
  - Magnetico
  - Campo magnetico alternato e rotante
  - Scalare
  - Vettoriale
    - quantizzazione del
- Candela, unità di misura
- Capacità elettrica
- Capacità termica
- Capacitore, v. condensatore
- Capillarità
- Caos
- Carica
  - Elettrica
  - Di colore
  - Di Planck
  - Di un condensatore
  - Frazionaria
  - Nuda
- Cataloghi astronomici
- Cavitazione
- Cellula fotoelettrica
- Cerchio osculatore
- Centro di massa
- Chilogrammo, unità di misura
- Chimica fisica
- Chiralità
- Ciclo
  - Atkinson
  - Beau de Rochas
  - D'isteresi
  - Di Carnot
  - Frigorifero
  - Inverso
  - Miller
  - Otto
- Ciclotrone
- Cilindro
- Cinematica
- Circolazione
- Circuito elettrico
- Coefficiente
  - Di comprimibilità cubica
  - Di dilatazione termica
  - Di effetto utile
  - Di resistenza aerodinamica
- Cometa
- Condensazione
- Condensato di Bose-Einstein
- Condensatore
- Condizioni iniziali
- Condizioni al contorno, v. condizioni iniziali
- Conduttore elettrico
- Conduttore termico
- Conduzione
  - Elettrica
  - Termica
- Configurazione elettronica
- Contatore Geiger, strumento di misura
- Conversione parametrica
- Convezione
- Coordinate celesti
- Coppia
  - Di Cooper
  - Di forze
  - Di torsione
- Corpo
  - Nero
  - Rigido
- Corrente di Hall
- Corrente elettrica
  - Alternata
- Cosmologia
- Costante fisica
  - Dei gas
  - Di Boltzmann
  - Cosmologica
  - Dielettrica
    - Dielettrica del vuoto

  - Di Faraday
  - Di gravitazione universale
  - Di Hubble
  - Di Planck
  - Di struttura fine
  - Costellazioni
- Coulomb, unità di misura
- Covarianza
- Cromodinamica quantistica
- cunicolo spazio-temporale
- Curie, unità di misura
- Curvatura

## D
- Decadimento radioattivo:
  - Alfa
  - Beta
  - Gamma
- Deformazione
  - Elastica e Plastica
  - Nei fluidi
- Delta di Kronecker
- Densità
  - Di carica
  - Di energia
  - Di probabilità
- Diagramma di Feynman
- Diamagnetismo
- Diavoletto di Maxwell
- Dielettrico
- Differenza di potenziale
- Diffrazione
- Diffusione
  - di materia
  - ottica
  - fotonica
- Dilatazione temporale
- Dilatone
- Dimensione
  - extra
- Dinamometro, strumento di misura
- Dinamica
  - Dei fluidi
- Diodo
  - Ad emissione luminosa
  - A giunzione
  - Zener
- Dipolo
  - Elettrico
  - Magnetico
- Divergenza

## E
- Eccitone
- Effetto
  - Casimir
  - Čerenkov
  - Compton
  - Corona
  - Doppler
  - Fotoelettrico
  - Fotovoltaico
  - Joule
  - Hall
    - Hall quantistico

  - Magnus
  - Meissner
  - Sachs-Wolfe
  - Tunnel
  - Zeeman
- Elettrone
- Elettronvolt, unità di misura
- Elettroscopio, strumento di misura
- Elettrostatica
- Elicità
- Eliosismologia
- Emivita
- Energia
  - Cinetica
  - Del vuoto
  - Di Fermi
  - Di ionizzazione
  - Di Planck
  - Elettrica
  - libera
  - libera di Gibbs
  - libera di Helmholtz
  - Di un sistema quantistico, vedi Hamiltoniana
  - Oscura
  - Potenziale
  - Termica
- Entalpia
- Entanglement
- Entropia
- Equazione
  - Equazione di Bernoulli
  - Equazione di continuità
  - Equazione di Dirac
  - Equazioni di Maxwell
  - Equazione del diodo ideale di Shockley
  - Equazione di Schrödinger
  - Equazione di Wheeler-de Witt
- erg, unità di misura

## F
- Farad, unità di misura
- Famiglie di particelle
- Fascio di particelle
- Fata morgana
- Fattore acentrico
- Fattore di comprimibilità
- Fattore di scala
- Fermi, unità di misura
- Fermione
- Ferromagnetismo
- Fibra ottica
- Filtro
  - Interferenziale
- Fisica
- Fisico
- Fissione nucleare
- Flash point
- Fluidodinamica
  - Fluido
    - Ideale
    - Newtoniano
    - Non newtoniano
- Flusso
  - Comprimibile
  - Incomprimibile
  - Inviscido
  - Laminare
  - Stazionario
  - Turbolento
- Fluorescenza
- Fonone
- Fonte di energia primaria
- Forza:
  - Centrifuga
  - Centripeta
  - Conservativa
  - D'attrito
  - Di Coriolis
  - Di Coulomb
  - Di gravità
  - D'inerzia
  - Di Lorentz
  - Elastica
  - Elettrica
  - Elettromagnetica
  - Elettromotrice
  - Magnetomotrice
  - Nucleare debole
  - Nucleare forte
  - Risultante
  - Viscosa
- Fosforescenza
- Fotoluminescenza
- Fotomoltiplicatore
- Fotosintesi
- Fotino
- Fotocellula
- Fotodiodo
- Fotone
- Frattale
- Frattura
- Frequenza
- Fugacità
- Fulcro
- Funzione
  - A quadrato sommabile
  - Di Airy
  - D'onda
  - D'onda di Dirac
  - Delta di Dirac
  - Di ripartizione
  - Di stato
- Fuoco di sant'Elmo
- Fusione nucleare

## G
- Gamma di Dirac (anche Matrici di Dirac)
- Galvanometro, strumento di misura
- Gas
  - Di elettroni
  - Di Fermi
  - Di fotoni
  - Di stringhe
- Gatto di Schrödinger
- Giunzione
  - Josephson
  - P-N
- Grado
- Grado di libertà
- Glueball
- Gluone
- Gradiente
- Grammo, unità di misura
- Grandezza fisica
  - Scalare
  - Vettoriale
- Grandezze estensive e intensive
- Gravità
  - Gravità quantistica
    - Gravità quantistica a loop

  - Gravitino
  - Gravitone
- Gruppo di gauge

## H
- Hamiltoniana
- Hermitiano. vedi operatore autoaggiunto
- Hertz, unità di misura

## I
- Impedenza
- Impulso
- Indice di rifrazione
- Induzione elettromagnetica
- Induttanza
- Inflazione
- Informatica quantistica
- Infrarosso
- Interferenza
- Integrale
  - di Feynman
  - Di linea
- Interazione elettrodebole
- Interpretazione di Copenaghen
- Intervallo di Planck
- Ione
- Ipercarica
- Ipernucleo
- Iperone
- Isolante
  - termico
  - elettrico
  - acustico
- Isospin
- Istantone
- Isteresi

## J
- Joule, unità di misura

## K
- Kaone
- Ket, vedi notazione bra-ket
- Kilogrammo, unità di misura v. Chilogrammo
- Kelvin, unità di misura
- Klystron

## L
- Lambda
- Laser
- Lavoro
- LED
- Legge fisica
  - Di conservazione
  - Di Coulomb
  - Di Hubble
  - D'inerzia
  - Di Newton
  - Di Poiseuille
  - Di Stevino
  - Di Stokes
  - Di Wien
  - della circuitazione
- Lente
  - Di Fresnel
  - Gravitazionale
- Leptone
- Leva
- Limite di Chandrasekhar
- Località, v. Principio di località
- Loop, v. Gravità quantistica a loop
- Luce
  - Coerente
  - Di sincrotrone
  - Monocromatica
  - Visibile
- Lunghezza
  - Di Planck
  - d'onda
- Lumen, unità di misura

## M
- Numero di Mach, unità di misura
- MACHO
- Magnetismo
- Magnetone nucleare
- Magnetone di Bohr
- Manometro, strumento di misura
- Maser
- Massa
  - A riposo
- Materia
  - Esotica
  - Oscura
- Matrice
- Meccanica
  - Classica
  - Lagrangiana
  - Hamiltoniana
  - Dei Fluidi
  - Ondulatoria
  - Quantistica
- Mesone
- Metrica
  - Di Robertson-Walker
- Metro, unità di misura
- Microonde
- Misura
- Modello nucleare a shell
- Modello Standard
- Modello Randall-Sundrum
- MOHO
- Molteplicità di spin
- Momento
  - Angolare
  - Di dipolo elettrico
  - Di inerzia
  - Magnetico
- Monopolo
  - Elettrico
  - Magnetico
- Mosfet
- Moto
  - Armonico
  - Browniano
  - Circolare
  - Perpetuo
  - Rettilineo uniforme
  - Rettilineo uniformemente accelerato
  - Vorticoso, vedi regime turbolento
- Muone

## N
- Nabla
- Neutralino
- Neutrino
- Neutrone
- Neutronio
- Newton, unità di misura
- Notazione bra-ket
- Nottolino browniano
- Nottolino quantistico
- Nucleo
  - atomico
  - magnetico
  - terrestre
- Nucleone
- Nucleosintesi
  - primordiale
  - stellare
  - delle supernovae
- Numero
  - atomico
  - d'onda
  - di Knudsen
  - di Mach
  - di massa
  - magico
  - di Nusselt
  - neutronico
  - di Prandtl
  - quantico
  - di Richardson
  - di Reynolds

## O
- Ottonione
- Ohm, unità di misura
- Ohmmetro, strumento di misura
- Omega
- Onda
  - Elastica
  - Elettromagnetica
  - Di pressione
  - Gravitazionale
  - Monocromatica
  - Piana
  - Sferica
  - Sismica
  - Stazionaria
- Operatore
- Orizzonte degli eventi
- Oscillatore
  - Forzato
  - armonico quantistico
- Oscillazione
  - Dei neutrini
- Oscilloscopio, strumento di misura

## P
- P-brane
- Pannello fotovoltaico
- Paradosso
  - Dei gemelli
  - Del gatto di Schrodinger
  - Di Olbers
  - Paradosso Einstein-Podolsky-Rosen(EPR)
  - Idrodinamico
  - Idrostatico
- Parallasse
- Paramagnetismo
- Parentesi di Poisson
- Parità
- Parsec, unità di misura
- Particella
  - Elementare
- Pascal, unità di misura
- Pendolo, o pendolo semplice
- Pentaquark
- Periodo
- Permeabilità magnetica
- Peso specifico
- Pione
- Pionio
- Plasma
- Poise, unità di misura
- Polarizzazione
  - Della radiazione elettromagnetica
  - Nei materiali
- Polarone
- Polo magnetico
- Porosità
- Portanza
- Portata
- Positrone
- Posizione
- Postulati della meccanica quantistica
- Potenza
- Potenziale
  - elettrico
  - magnetico
  - vettore
  - scalare
- Pozzo quantico
- Pressione
  - Atmosferica
  - Di degenerazione
  - Di vapore
  - Idrostatica
  - Positiva
  - Negativa
- Prevalenza
- Principio
  - Cosmologico
  - Della dinamica
  - Principio primo della termodinamica
  - Di Archimede
  - Di Pascal
  - Di esclusione di Pauli
  - Di equivalenza
  - Di Fermat
  - di Hamilton
  - Di indeterminazione
  - Di inerzia
  - Di località
  - Di Mauperthius
  - Di Newton
  - Di relatività
  - Olografico
  - Zero della termodinamica
- Probabilità
- Problema
  - Degli n-corpi
  - Dei neutrini solari
  - Dei tre corpi
  - Della CP forte
- Processo
  - Alfa
  - Del carbonio
  - Del neon
  - Del silicio
  - Dell'ossigeno
  - Processo P
  - Processo R
  - Processo S
  - Processo tre alfa
- Profilo alare
- Progetto Manhattan
- Prodotto
  - Scalare
  - Di matrici
  - Vettoriale
- Produzione di coppia
- Proporzionalità quadratica
- Protone
- Punto
  - Di Curie
  - critico
  - Di ebollizione
  - Di equilibrio
  - Di fusione
  - Lagrangiano
  - Materiale
  - Omega
  - Quantico
  - Triplo

## Q
- Quadri-impulso
- Quadrivettore
- Quadrupolo elettrico
- Quantità di moto
- Quanto
- Quark
- Quarta dimensione
- Quaternione
- quintessenza

## R
- Radiazione
  - Cosmica di fondo
  - Di corpo nero
  - Di Hawking
  - Di sincrotone o Cherenkov
  - Elettromagnetica
  - Infrarossa
  - Ultravioletta
- Radioattività
- Raffreddamento laser
- Raggi gamma
- Raggi cosmici
- Raggi X
- Reazione
  - Vincolare
- Regime
  - Ipersonico
  - Laminare
  - Subsonico
  - Supersonico
  - Transonico
  - Regime lineare
  - Regime turbolento o caotico
- Regione spettrale, v. zona spettrale
- Relatività, v. Teoria della relatività
- Rem o Röntgen equivalent man, unità di misura
- Resistenza
- Resilienza
- Resistore
- Riflessione
  - Quantistica
- Rifrazione
- Rinormalizzazione
- Risonanza
  - Magnetica nucleare o NMR
  - Di Feshbach
- Risultante, v. forza risultante o vettore risultante
- Rivelatore
- Rotore
- Rottura
  - Spontanea della simmetria

## S
- Scala di Planck
- Scattering
  - Scattering Compton, v. effetto Compton
- Scintillatore
- Secondo, unità di misura
- Semiconduttore
- Sezione d'urto
- Siemens, unità di misura
- Sievert, unità di misura
- Simmetria
  - Duale
  - CPT
- Sincrotrone
- Singolarità
  - nuda
  - gravitazionale
- Sistema
  - Caotico
  - Di forze
  - Lineare
  - Quantistico
    - Energia media di un sistema quantistico
- Solenoide
- Solitone
- Sollecitazione
- Sonoluminescenza
- Spazio
  - Spazio delle fasi
- Spaziotempo
- Specchio
- Spettro
  - Armonico
  - Elettromagnetico
  - Di frequenza
  - Di Harrison-Zeldovich
  - Luminoso
- Spettroscopia
- Spettroscopio
- Spin
- Spinore
- Spinta idrostatica
- Statica
- Statistica di Fermi-Dirac
- Statistica di Bose-Einstein
- Stato stazionario, v. Teoria dello stato stazionario
- Stringa cosmica
- Strumento di misura
- SU(1,1)
- SU(2)
  - SU(2,2)
- SU(3)
  - SU(3)xSU(2)xU(1)
- Superconduzione
- Superfluidità
- Superinflazione
- Super-Kamiokande
- Supersimmetria
- Superspazio
- Superstringa
- Suscettività
  - elettrica
  - magnetica

## T
- Tauone
- Teletrasporto
- Temperatura
  - Temperatura critica
- Tempo
  - Di Planck
- Tensione superficiale
- Tensore stress-energia
- Teorema
  - Del flusso
  - Del trasporto
  - Dell'energia cinetica
  - Dell'impulso
  - Della divergenza
  - Di Alfven
  - Di Bell
  - Di Coulomb
  - Di Crocco
  - Di Earnshaw
  - Di Ehrenfest
  - Di Huygens-Steiner
  - Di Miller
- Teoria
  - Del caos
  - Dei twistors
  - Della gravità a loop
  - Della perturbazione chirale
  - Della relatività
    - Generale
    - Ristretta o speciale

  - Delle stringhe
  - Dello stato stazionario
  - Di gauge
  - Di Hamilton-Jacobi
  - Di grande unificazione
  - Ekpyrotica
  - T. eterotica, v. Teoria delle stringhe
  - Teoria M, v. Teoria delle stringhe
  - Ondulatoria
  - Perturbativa
  - Quantistica dei campi
  - Teorie di Yang-Mills
- Termalizzazione
- Termodinamica
- Termometro, strumento di misura
- Terzo principio della termodinamica
- Tesla, unità di misura
- Tokamak
- Torsione, v. coppia di torsione
- Transizione di fase quantistica
- Trasformatore
- Trasformazione
  - Adiabatica
  - Conforme
  - Canonica
  - Ciclica
  - Di Lorentz
  - Galileiane
  - Isobara
  - Isocora
  - Isoterma
  - Quasistatica
  - Termodinamica
- Transistor
- Transizione
  - Di fase
    - Transizione di fase quantistica

  - Di spin
- Tubo di flusso
- Tubo gluonico
- Turbolenza
- Twistor

## U
- U(1)
- Ultravioletto
- Unificazione
  - Elettrodebole
  - Grande unificazione
- Unità
  - Di misura
  - Di Planck
- Universo
  - Di de Sitter
  - In accelerazione
  - Universi paralleli
  - aperto
  - chiuso

## V
- Valvola termoionica
- Variabile nascosta
- Velocità
  - Angolare
  - Di fuga
  - Di gruppo
  - Della luce
  - Di regime
- Vettore
  - Vettore risultante
  - Vettore induzione elettrica
- Vincolo
- Viscosità
- Volt, unità di misura
- Voltaggio, v. Potenziale elettrico
- Voltmetro, strumento di misura
- Volume
- Vuoto
  - Quantistico
  - Perturbativo

## W
- Watt, unità di misura
- ponte di Einstein-Rosen
- WIMP

## X
- X, raggio v. Raggi X

## Z
- Zona spettrale
- Zero assoluto